# Talinella microphylla
Talinella microphylla är en tvåhjärtbladig växtart som beskrevs av Urs Eggli. Talinella microphylla ingår i släktet Talinella och familjen Talinaceae. Inga underarter finns listade i Catalogue of Life.